# Гудинг (округ)
Гу́динг (англ. Gooding) — округ в штате Айдахо. Административным центром является город Гудинг.

## История
Округ Гудинг был основан 28 января 1913 года. Название он получил в честь Фрэнка Гудинга, 7-го губернатора Айдахо и сенатора США. Первопроходцами земель округа были маунтинмены и трапперы, шедшие долиной реки Малад. Первыми постоянными поселенцами на территории округа стали фермеры в 1860-е годы.

## Население
По состоянию на июль 2008 года население округа составляло 14 295 человек. С 2003 года население уменьшилось на 2,37 %. Ниже приводится динамика численности населения округа.

## География
Округ Гудинг располагается в южной части штата Айдахо. Площадь округа составляет 1 901 км², из которых 8 км² (0,42 %) занято водой.
|       |           | Камас            |
| Элмор | север     | Джером, Линкольн |
| Элмор | Гудинг    | Джером, Линкольн |
| Элмор | юг        | Джером, Линкольн |
|       | Туин-Фолс |                  |

### Дороги
- — I-84
- — US 26
- — US 30
- — SH-46

### Города округа
- Блисс
- Венделл
- Гудинг
- Хейгермен